# Angie Radio!!〜夢は口に出せば叶う!〜
『Angie Radio!!〜夢は口に出せば叶う!〜』（アンジーラジオ!!〜ゆめはくちにだせばかなう!〜）は、TBSラジオで放送されているGacharic Spinのメンバーの一人であるアンジェリーナ1/3のトーク番組である。2024年3月までは『アンジェリーナ1/3〜夢は口に出せば叶う!!〜』のタイトルで放送していた。

## 概要
2022年4月の『問わず語りの神田伯山』の生放送に番組パーソナリティの神田伯山が新型コロナウィルス陽性により欠席したため、ピンチヒッターとしてアンジェリーナが出演した。その際にアンジェリーナのトーク力が注目を集めたことがきっかけで番組が誕生したとされ、2022年6月19日20:00 - 20:55に単発の特別番組として放送されたのが始まりとされている。常に「夢は口に出せば叶う」ことを座右の銘とするアンジェリーナが、自らの夢や心に刺さったエピソードを語るという内容で生放送された。
好評だったため、2022年12月29日22:30 - 23:00に特番の第2回「-師走」が生放送され、その中で、2023年1月からのレギュラー化を発表。同年1月1日から毎週日曜日7:30 - 8:00に「-早番」として、同10月1日まで放送した。
2023年10月8日からは毎週日曜日の放送に変更はないが時間帯を20:00 - 20:25に繰り下げた「-遅番」として生放送された。
2024年10月6日からは5:00 - 5:15と時間を15分に短縮・収録番組に変更した上で放送時間を朝に変更。
2025年4月6日からは12:00 - 12:55と放送時間を55分に拡大して放送枠を日曜昼に移動・生放送に変更し、「Angie Radio!! - 」として放送している。